# Albiez-Montrond
Albiez-Montrond är en kommun i departementet Savoie i regionen Auvergne-Rhône-Alpes i sydöstra Frankrike. Kommunen ligger i kantonen Saint-Jean-de-Maurienne som tillhör arrondissementet Saint-Jean-de-Maurienne. År 2022 hade Albiez-Montrond 366 invånare.

## Befolkningsutveckling
Antalet invånare i kommunen Albiez-Montrond
| Referens: INSEE |